# Alfabeto árabe

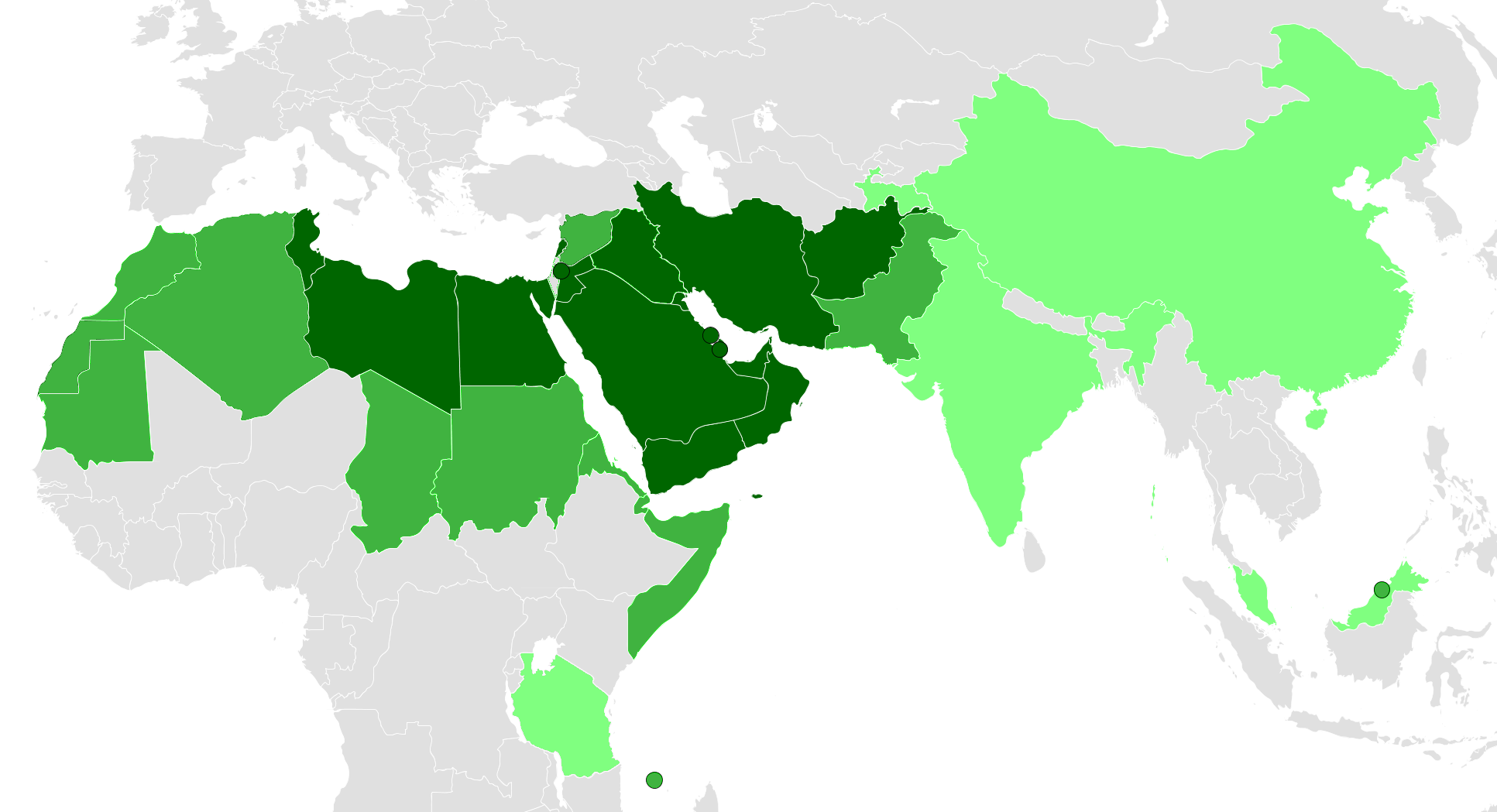
Países que usam a escrita Árabe ou Perso-Árabe:
como a única escrita oficial
como escrita cooficial
oficial em nível provincial (China, Índia, Tanzânia) ou uma segunda escrita reconhecida da língua oficial (Malásia, Tadjiquistão)

O Alfabeto árabe (em árabe: أبجدية عربية) é o principal abjad usado para representar a língua árabe, além das diversidades dos idiomas como o persa e línguas berberes. É o segundo alfabeto mais utilizado no mundo, atrás somente do alfabeto latino, e possui 28 letras. O alfabeto árabe é escrito em um estilo cursivo e não usa letras maiúsculas ou minúsculas como no alfabeto latino.
Até 1923, era usado também para escrever o turco, quando foi substituído pelo alfabeto latino. A sua grande difusão deve-se principalmente ao facto de o Corão, o livro sagrado do Islão, estar escrito em alfabeto árabe. Esse alfabeto é escrito da direita para a esquerda, assim como o alfabeto hebraico.
Apesar de ser denominado de "alfabeto", na verdade a escrita árabe é um abjad (nome derivado das cinco primeiras letras que compunham a antiga organização do alfabeto árabe: a - b - j - d), ou seja, cada símbolo representa uma consoante. A representação das vogais é feita através de diacríticos colocados sobre ou sob as letras.
Nas línguas afro-asiáticas que utilizam a escrita árabe, as vogais geralmente não são representadas na escrita do dia a dia. Isso resulta de uma característica interessante das línguas afro-asiáticas em que as palavras são feitas a partir de uma base consonântica. Assim, um falante de uma dessas línguas afro-asiáticas consegue ler corretamente a palavra se essa for previamente conhecida. Por exemplo, a palavra peixe em árabe é "samak" porém é escrita no alfabeto árabe somente com as letras que correspondem no alfabeto latino a S, M e K sendo escrita então desta maneira "smk" (سمك), o que torna difícil saber suas vogais sem conhecer a palavra, a não ser que estejam presentes na escrita os símbolos indicadores de vogais (سَمَك).
As línguas não afro-asiáticas que utilizam a escrita árabe (por exemplo, as línguas turcas) têm um sistema vocálico mais rico que o árabe (por exemplo, 9 vogais diferentes na língua cazaque), pelo que se torna necessário utilizar outros mecanismos para representar as vogais. Essas línguas desenvolveram outros diacríticos para representar vogais inexistentes na língua árabe e/ou utilizam algumas consoantes da escrita árabe para representar vogais.
O Alfabeto árabe deriva da escrita aramaica (existe uma polémica, a nível académico, sobre sua origem, nabateia ou siríaca), de modo que pode ser comparado às semelhanças entre o alfabeto copta ou o alfabeto cirílico e o alfabeto grego. Tradicionalmente, existem algumas diferenças entre as versões ocidentais (magrebinas) e orientais desse alfabeto. Nomeadamente, no Magrebe, o fa e o qaf têm um ponto em baixo e em cima, respectivamente. A ordem das letras é também sensivelmente diferente (pelo menos quando são utilizadas como numerais). Contudo, a variante do norte de África tem sido abandonada excepto para uso caligráfico no próprio Magrebe, mantendo-se nas escolas corânicas (azoias) da África ocidental. As palavras em árabe são escritas da direita para a esquerda, enquanto que os números árabes são escritos da esquerda para a direita.

## Letras

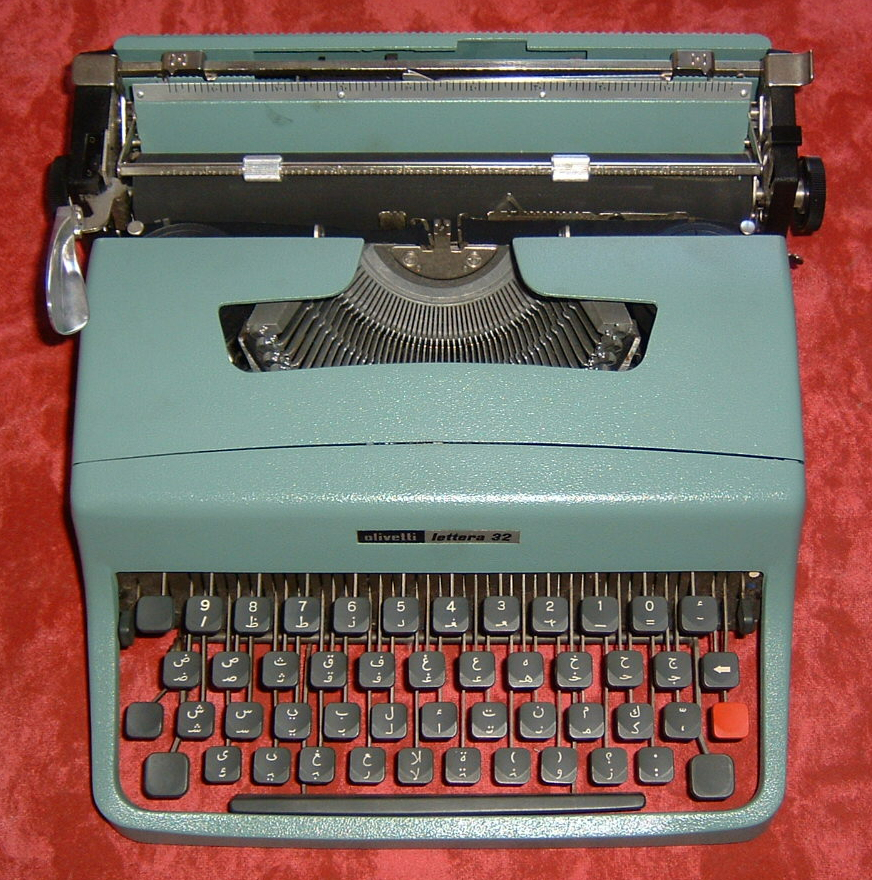
Máquina de escrever com caracteres árabes

| Letra | Padrão  | Nome   | Transcrição Fonética (IPA) | SAMPA | Transliteração Br |
| ----- | ------- | ------ | -------------------------- | ----- | ----------------- |
| ا     | âlef    | âlif   | [aː]                       | a     | ā                 |
| ب     | bâ      | ba:?   | [b]                        | b     | b                 |
| ت     | tâ      | ta:?   | [t]                        | t     | t                 |
| ث     | thâ     | Ta:?   | [θ]                        | T     | ṯ                 |
| ج     | jîm     | dZi:m  | [ʒ] / [ʤ] / [g]            | dZ    | j                 |
| ح     | ḥâ      | X\a:?  | [ħ]                        | X\    | ḥ                 |
| خ     | khaa    | xa:?   | [x]                        | x     | ḫ                 |
| د     | dâl     | da:l   | [d]                        | d     | d                 |
| ذ     | thâl    | Da:l   | [ð]                        | D     | ḏ                 |
| ر     | r'aa    | ra:?   | [r]                        | r     | r                 |
| ز     | zai     | za:j   | [z]                        | z     | z                 |
| س     | si'n    | si:n   | [s]                        | s     | s                 |
| ش     | shîn    | Si:n   | [ʃ]                        | S     | x                 |
| ص     | ṣaad    | s_ea:d | [s]                        | s_e   | ṣ                 |
| ض     | ḍaad    | d_ea:d | [đ]                        | d_e   | ḍ                 |
| ط     | ṭâ      | t_ea:? | [t]                        | t_e   | ṭ                 |
| ظ     | ẓâ      | Z_ea:? | [ð]                        | Z_e   | ẓ                 |
| ع     | 'ayn    | ?\ajn  | [ʕ]                        | ?\    | ᶜ                 |
| غ     | ghaîn   | Gajn   | [ɣ]                        | G     | ġ                 |
| ف     | faa     | fa:?   | [f]                        | f     | f                 |
| ق     | qâf     | qa:f   | [q]                        | q     | q                 |
| ك     | kâf     | ka:f   | [k]                        | k     | k                 |
| ل     | lâm     | la:m   | [l]                        | l     | l                 |
| م     | mîm     | mi:m   | [m]                        | m     | m                 |
| ن     | nuun    | nu:n   | [n]                        | n     | n                 |
| ه     | hâ      | ha:?   | [h]                        | h     | h                 |
| و     | waau    | wa:w   | [w] / [uː]                 | w     | ū/w               |
| ي     | yâ      | ia:?   | [j] / [iː]                 | i     | ī/y               |
| ء     | (hamza) | hamza  | [ʔ]                        | ?¹    | ’                 |

1. o hamza ocorre normalmente como um pequeno acento sobre ا, و, ou ى. Há ainda duas variantes, cada uma usada em contextos espaciais: ٱ , آ.

| Variantes mais comuns:                                                                           | Variantes mais comuns: |
| ------------------------------------------------------------------------------------------------ | --- |
| ى                                                                                                | alif maqsura; variante de sufixo de ا; tem o valor de ى noutras situações |
| ﻻ                                                                                                | ligação entre ل e ا |
| ة                                                                                                | ta marbuta; normalmente terminação feminina /at/, mas o /t/ é omitido, exceto em casos especiais; muda para ت quando sufixos são adicionados.                                              |
| ّ                                                                                                 | shadda; marca a geminação de uma consoante; kasra (ver abaixo) faz a transição entre shadda e a consoante geminada, quando presente; não é usada de forma consistente nos textos modernos; |
| آ                                                                                                | madda: sinal que é utilizado quando há ءَ + ا. Tem função relativamente similar àquela exercida pelo acento grave, em português.                                                            |
| As vogais breves são apenas indicadas no Corão, na Bíblia e nos livros de instrução de crianças. | |
| ْ                                                                                                 | sukun; marca uma consoante sem vogal a seguir |
| َ                                                                                                 | fatHa; /a/ breve |
| ِ                                                                                                 | kasra; /i/ breve |
| ُ                                                                                                 | damma; /u/ breve |
| Letras tanwiin:                                                                                  | |
| ً , ٍ , ٌ                                                                                           | usado para produzir os sufixos /an/, /in/, e /un/ respectivamente. ً usa-se normalmente em combinação com ا ( اً ).                                                                          |

## Formas das letras
O alfabeto árabe é sempre cursivo e as letras variam em formato dependendo de sua posição dentro de uma palavra. As letras podem apresentar até quatro formas distintas correspondentes a uma posição inicial, medial (meio), final ou isolada. Embora algumas letras apresentem variações consideráveis, outras permanecem quase idênticas em todas as quatro posições. Geralmente, as letras da mesma palavra são interligadas em ambos os lados por pequenas linhas horizontais, mas seis letras (و ,ز ,ر ,ذ ,د ,ا) só podem ser vinculadas à letra anterior. Por exemplo, أرارات (Ararat) possui apenas formas isoladas porque cada letra não pode ser conectada à seguinte. Além disso, algumas combinações de letras são escritas como ligaduras (formas especiais), notadamente lām-alif que é a única ligadura obrigatória (a combinação não ligada ل‍‌‍ا é considerada difícil de ler).
| Ordem | Letra | Unicode Geral | Formas contextuais | Formas contextuais | Formas contextuais | Formas contextuais |
| Ordem | Letra | Unicode Geral | Isolada            | Final              | Medial             | Inicial            |
| ----- | ----- | ------------- | ------------------ | ------------------ | ------------------ | ------------------ |
| 1     | ﺍ     | 0627 ا        | FE8D ﺍ             | FE8E ﺎ             | —                  | —                  |
| 2     | ﺏ     | 0628 ب        | FE8F ﺏ             | FE90 ﺐ             | FE92 ﺒ             | FE91 ﺑ             |
| 3     | ﺕ     | 062A ت        | FE95 ﺕ             | FE96 ﺕ             | FE98 ﺘ             | FE97 ﺗ             |
| 4     | ﺙ     | 062B ث        | FE99 ﺙ             | FE9A ﺚ             | FE9C ﺜ             | FE9B ﺛ             |
| 5     | ﺝ     | 062C ج        | FE9D ﺝ             | FE9E ﺞ             | FEA0 ﺠ             | FE9F ﺟ             |
| 6     | ﺡ     | 062D ح        | FEA1 ﺡ             | FEA2 ﺢ             | FEA4 ﺤ             | FEA3 ﺣ             |
| 7     | ﺥ     | 062E خ        | FEA5 ﺥ             | FEA6 ﺦ             | FEA8 ﺨ             | FEA7 ﺧ             |
| 8     | ﺩ     | 062F د        | FEA9 ﺩ             | FEAA ﺪ             | -                  | -                  |
| 9     | ﺫ     | 0630 ذ        | FEAB ﺫ             | FEAC ﺬ             | -                  | -                  |
| 10    | ﺭ     | 0631 ر        | FEAD ﺭ             | FEAE ﺮ             | -                  | -                  |
| 11    | ﺯ     | 0632 ز        | FEAF ﺯ             | FEB0 ﺰ             | -                  | -                  |
| 12    | ﺱ     | 0633 س        | FEB1 ﺱ             | FEB2 ﺲ             | FEB4 ﺴ             | FEB3 ﺳ             |
| 13    | ﺵ     | 0634 ش        | FEB5 ﺵ             | FEB6 ﺶ             | FEB8 ﺸ             | FEB7 ﺷ             |
| 14    | ﺹ     | 0635 ص        | FEB9 ﺹ             | FEBA ﺺ             | FEBC ﺼ             | FEBB ﺻ             |
| 15    | ﺽ     | 0636 ض        | FEBD ﺽ             | FEBE ﺾ             | FEC0 ﻀ             | FEBF ﺿ             |
| 16    | ﻁ     | 0637 ط        | FEC1 ﻁ             | FEC2 ﻂ             | FEC4 ﻄ             | FEC3 ﻃ             |
| 17    | ﻅ     | 0638 ظ        | FEC5 ﻅ             | FEC6 ﻆ             | FEC8 ﻈ             | FEC7 ﻇ             |
| 18    | ﻉ     | 0639 ع        | FEC9 ﻉ             | FECA ﻊ             | FECC ﻌ             | FECB ﻋ             |
| 19    | ﻍ     | 063A غ        | FECD ﻍ             | FECE ﻎ             | FED0 ﻐ             | FECF ﻏ             |
| 20    | ﻑ     | 0641 ف        | FED1 ﻑ             | FED2 ﻒ             | FED4 ﻔ             | FED3 ﻓ             |
| 21    | ﻕ     | 0642 ق        | FED5 ﻕ             | FED6 ﻖ             | FED8 ﻘ             | FED7 ﻗ             |
| 22    | ﻙ     | 0643 ك        | FED9 ﻙ             | FEDA ﻚ             | FEDC ﻜ             | FEDB ﻛ             |
| 23    | ﻝ     | 0644 ل        | FEDD ﻝ             | FEDE ﻞ             | FEE0 ﻠ             | FEDF ﻟ             |
| 24    | ﻡ     | 0645 م        | FEE1 ﻡ             | FEE2 ﻢ             | FEE4 ﻤ             | FEE3 ﻣ             |
| 25    | ﻥ     | 0646 ن        | FEE5 ﻥ             | FEE6 ﻦ             | FEE8 ﻨ             | FEE7 ﻧ             |
| 26    | ﻩ     | 0647 ه        | FEE9 ﻩ             | FEEA ﻪ             | FEEC ﻬ             | FEEB ﻫ             |
| 27    | ﻭ     | 0648 و        | FEED ﻭ             | FEEE ﻮ             | -                  | -                  |
| 28    | ﻱ     | 064A ي        | FEF1 ﻱ             | FEF2 ﻲ             | FEF4 ﻴ             | FEF3 ﻳ             |

## Classificação das letras
No árabe, as letras são divididas em solares e lunares:
- Solares: São letras que pertencem ao grupo da letra ﺶ (chīn), que inicia a palavra شمس (chams), que em português, significa sol. Quando o artigo definido ال (āl, junção de 'ālif + lām) precede as letras solares, o ﻞ não é pronunciado, mas é escrito e assimila-se à letra solar seguinte, ou seja, transforma-se em consoante, a mesma que inicia o vocabulário que o ﻞ procede. As letras são:

| ﺖ   | ﺚ    | ﺪ   | ﺫ    | ﺮ   | ﺯ   | ﺲ   | ﺶ    | ﺺ   | ﺽ   | ﻄ   | ﻅ   | ﻞ   | ﻦ   |
| tā' | thā' | dāl | dhāl | rā' | zāī | sīn | chīn | ṣād | ḍād | ṭah | ẓah | lām | nūn |

- Lunares: São letras que pertencem ao grupo da letra ﻖ, que inicia a palavra ﻗﻤﺭ (qamar), que significa lua. Nas letras lunares, o ﻞ é escrito e pronunciado. As letras lunares são:

| ﺍ     | ﺐ   | ﺝ   | ﺡ   | ﺥ    | ﻉ    | ﻍ     | ﻒ   | ﻖ   | ﻙ   | ﻢ   | ﻩ   | ﻮ   | ﻱ   |
| 'ālif | bā' | jīm | ḥā' | khā' | 'aīn | ghāīn | fā' | qāf | kāf | mīm | hā' | ūāū | īā' |

## Tipos de vogais
No alfabeto árabe, há dois tipos de vogais: vogais longas e vogais breves. As vogais longas são as três vogais do alfabeto, identificados na transliteração com um traço sobreposto nas letras. As vogais são: ﺍ ('ālif)  = ā, ﻮ (ūāū) = ū e ﻱ (īā') = ī. As vogais breves são sinais colocados sobre ou sob as letras. Os sinais são: َ (fatHa) = a ُ (damma) = u e ِ (kasra) = i. Os sinais só aparecem no árabe clássico.

## Idiomas que utilizam o alfabeto árabe
- Línguas afro-asiáticas: árabe,[4] e outras.
- Línguas indo-europeias: persa,[4] urdu,[4] pastó e tadjique (esta, coexistindo com o alfabeto cirílico, e mais recentemente com o alfabeto latino).
- Línguas altaicas: cazaque, uigur, quirguize, uzbeque (estas, coexistindo com o alfabeto cirílico) e outras.

## Idiomas que já utilizaram o alfabeto árabe
- Albanês - atualmente usa o alfabeto latino
- Servo-croata (na Bósnia) - atualmente usa o alfabeto latino
- Turco[4] - atualmente usa o alfabeto latino

## Teclado

Layout de teclado árabe do Mac

Layout de teclado árabe do Windows

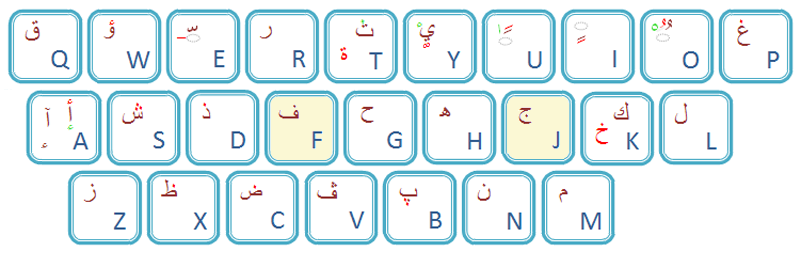
Teclado árabe imposto a um layout de teclado QWERTY

Teclados projetados para diferentes nações têm layouts diferentes e a proficiência em um estilo de teclado, como o do Iraque não se transfere a proficiência em outro teclado, como da Arábia Saudita. As diferenças podem incluir a localização de caracteres não alfabéticos.
Todos os teclados árabes permitem digitar caracteres romanos, como por exemplo, uma URL de um navegador. Assim, cada teclado árabe tem dois caracteres arábicos e romanos marcados nas teclas. Normalmente, os caracteres romanos de um teclado árabe estão em conformidade com o layout QWERTY, mas no Norte da África, onde o francês é a língua mais comum sendo digitada utilizando caracteres romanos, os teclados árabes são teclados AZERTY.
Quando queremos codificar uma forma particular de escrita de um caractere, existem códigos extra em Unicode que podem ser utilizados para expressar a forma exata da escrita desejada. A faixa de apresentação da forma árabe A (U+FB50 para U+FDFF) contêm as ligaduras enquanto a faixa de apresentação da forma árabe B (U+FE70 para U+FEFF) contém as variantes posicionais. Estes efeitos são melhor alcançado em Unicode usando o Zero-width joiner e o Zero-width non-joiner, uma vez que estas formas de apresentação são desaprovadas no Unicode, e geralmente deve ser usado somente dentro do software de processamento de texto, quando se utiliza Unicode como uma forma intermediária para a conversão entre codificações de caracteres ou para manter a compatibilidade com as implementações que dependem da embução do código de formas pictográficas.
Finalmente, a codificação Unicode do árabe está em ordem lógica, isto é, os caracteres são inseridos e armazenados na memória do computador na ordem em que eles são escritos e pronunciados sem se preocupar com a direção na qual eles serão exibidos em papel ou na tela. Novamente, é deixada para o motor de renderização para apresentar os caracteres na direção correta, usando características de texto bi-direcional em Unicode. A este respeito, se as palavras árabes nesta página são escritos da esquerda para a direita, é uma indicação de que o motor de renderização Unicode usada para exibi-los está fora de moda.